# Muizz ad-Dawla Ahmad
Ahmad, dit Mo'ez o-dowleh ou Mu`izz ad-Dawla (Réconfort de l'empire) (932-967), surnommé « l'émir des émirs » après la prise de Bagdad, est le premier émir bouyide d'Irak en 945 jusqu'à sa mort en avril 967. 

## Biographie
`Imad ad-Dawla `Alî, Rukn ad-Dawla Hasan, et Mu`izz ad-Dawla Ahmad sont les trois fils de Bûyah ou Boyeh l'éponyme de la dynastie. 
Ahmad s'est distingué pendant les campagnes de conquête du Fars. En 935 ou 936, `Alî envoie son plus jeune frère Ahmad à la conquête de Kerman qu'il doit prendre aux Banû Elyâs. Il traverse une grande partie du Kerman mais est blessé à la tête et aux mains, perdant une main et plusieurs doigts à l'autre. Le contrôle du Kerman n'est pas effectif, aussi `Alî rappelle son frère et l'envoie à Istakhr dans l'attente de nouveaux ordres.
Ahmad a l'occasion d'étendre son domaine lorsque les Baridides appellent à l'aide les Bouyides pour s'affranchir de la suzeraineté des Abbassides. Les Baridides sont les membres d'un clan de fonctionnaires califaux originaires de Bassorah qui mène sa propre politique et qui s'est implanté à Ahwaz Ahmad est envoyé par `Alî vers le Khuzestân pour leur venir en aide. Bien que la dynastie locale renforce sa position et va même jusqu'à menacer Bagdad, Ahmad finit par prendre le contrôle du Khuzestân par lui-même. De là Ahmad entreprend une série de campagnes vers l'Irak.

### Prise de pouvoir à Bagdad
En décembre 945, Ahmad entre dans Bagdad. Le calife Al-Mustakfi attribue aux trois frères des surnoms arabes honorifiques. `Alî reçoit le surnom de « `Imâd ad-Dawla » (Pilier de l'empire ), Hassan devient « Rukn ad-Dawla » (Soutien de l'empire) et le conquérant de Bagdad, Ahmad est surnommé « Mu`izz ad-Dawla » (Réconfort de l'empire), et reçoit aussi le titre d'« émir des émirs ». Malgré ce titre c'est `Imâd ad-Dawla `Alî qui garde la prééminence sur ses deux frères en revendiquant pour lui-même le titre d'aîné des émirs. Le calife accepte que le nom d'Ahmad apparaisse à côté du sien sur les pièces de monnaie, et qu'il soit cité au cours de la prière. 
Le calife tentait de se concilier Mu`izz ad-Dawla mais c'était en vain car celui-ci le considérait comme la créature des Hamdanides dont le retour de Mossoul pouvait arriver à tout moment.

### Destitution d'Al-Mustakfi
En janvier 946, l'émir organise dans le palais du calife, une réception en l'honneur d'une ambassade venant de l'Est. Al-Mustakfi s'assoit à côté de l'émir. Deux daylamites se précipitent au-devant du calife pour lui serrer la main. Le calife ne suspectant rien la leur tend. Les Daylamites le saisissent, le ligotent avec leurs turbans et le traînent jusqu'au palais de l'émir où on le rend aveugle. L'émir fait couper la langue de l'organisatrice de cette rencontre piège. Le palais du calife est pillé jusqu'à ce qu'il ne reste que des murs nus.
La succession d'Al-Mustaqfî va à son cousin Al-Muti'. Ce dernier attendait depuis longtemps l'occasion de parvenir au califat et haïssait son prédécesseur. Lorsque les Bouyides ont envahi Bagdad il s'était mis à leur disposition. Cette soumission ne lui a pas valu d'être mieux traité : il n'a même pas la possibilité de choisir les vizirs. Pendant les deux années qui suivent, Mu`izz ad-Dawla passe son temps à consolider sa position en Irak. Les Hamdanides tentent de prendre Bagdad en 946. Cette campagne est un échec mais ils restent un danger pour les Bouyides. Les Baridides qui contrôlent encore Bassorah et Wasit sont vaincus par les Bouyides en 947. Cette défaite des Baridides marque la fin des grandes campagnes de Mu`izz ad-Dawla, son seul échec c'est ne pas avoir pu conquérir un petit émirat situé dans la partie marécageuse du Sawad entre Wasit et Bassorah.

### Mort d'`Imad ad-Dawla
Bien que Mu`izz ad-Dawla ait pris le contrôle de l'Irak par lui-même, il reste dominé par son aîné `Imad ad-Dawla qui règne sur Chiraz. Avec son titre « d'émir des émirs », Mu`izz ad-Dawla devrait être le supérieur d'`Imad ad-Dawla, Ce titre lui permet de garder une certaine indépendance mais il continue à marquer son respect pour l'autorité de son aîné.
En décembre 949, `Imad ad-Dawla meurt sans héritier. Il a désigné comme successeur Fannâ Khusraw, fils aîné de Rukn ad-Dawla Hasan. Les frères d'`Alî aident Fannâ Khusraw à prendre le pouvoir à Chiraz. Fannâ Khusraw prétend prendre le surnom de Taj ad-Dawla (Couronne de l'empire). Son père réagit car cela voudrait dire que le fils se considère au-dessus de son père. Finalement il prend le surnom d'`Adhud ad-Dawla (l'auxiliaire de l'empire) semble-t-il plus acceptable. Rukn ad-Dawla, qui est le Bouyide le plus puissant, réclame le titre d'aîné des émirs. Mu`izz ad-Dawla et `Adhud ad-Dawla lui reconnaissent cette prérogative.
Les combats que Rukn ad-Dawla devait mener sur sa frontière au nord de la Perse amènent Mu`izz ad-Dawla à envoyer des renforts pendant plusieurs années. Les attaques des Hamdanides ne lui permettent pas d'envisager d'agrandir son royaume dans cette direction. Il parvient cependant à s'étendre vers le sud. Il conquiert Oman avec l'aide d'`Adhud ad-Dawla et réussit enfin à conquérir les marais du Sawad.
C'est au cours d'une de ces campagnes que Mu`izz ad-Dawla décède. Son fils `Izz ad-Dawla Bakhtyâr qu'il avait désigné en 955 comme héritier lors d'une grave maladie lui succède.

### Héritage
En 945, l'entrée de Mu`izz ad-Dawla dans Bagdad marquait le début d'une présence bouyide en Irak d'un siècle. Cette dynastie chiite domine le califat sunnite. Lorsque Mu`izz ad-Dawla décède, en avril 967, les problèmes ne sont pas tous résolus. Les Bouyides ont du mal à s'accoutumer à Bagdad, Mu`izz ad-Dawla préférait séjourner à Ahwaz. Les adversaires Byzantins et Hamdanides des Bouyides continuent de les harceler sur leurs frontières. Enfin la rivalité entre les Bouyides d'Irak et du Fars va tourner à un véritable combat peu après sa mort.
À Bagdad, l'hostilité entre l'infanterie daylamite et la cavalerie turque continue de poser des problèmes. Les Turcs sunnites voient leurs privilèges contestés par ces daylamites chiites. Les Daylamites gagnent six dinars par mois quand un cavalier en gagne quarante. En 956, les Daylamites se révoltent mais Mu`izz ad-Dawla favorise les Turcs et disperse les daylamites pour qu'il vivent aux dépens de paysans pauvres de la région du Sawad. Il désigne un Turc comme commandant en chef. En 967, cet équilibre va être remis en question avec l'accession au pouvoir d'`Izz ad-Dawla Bakhtyâr qui redonne la préférence aux daylamites contribuant ainsi à la fragilité du pouvoir bouyide.